# Затерянные в океане
«Затерянные в океане» (англ. The Ocean Waifs) — роман английского писателя Томаса Майн Рида, относящийся к жанру приключенческой литературы и реализму XIX века. Произведение входит в цикл «Морская дилогия».

## История создания и литературный контекст
Роман был написан в 1864 году, в период активного развития приключенческой литературы, когда интерес к исследованиям неизведанных пространств и экзотическим культурам находил широкое отражение в творчестве авторов. Томас Майн Рид, известный благодаря своим произведениям о морских приключениях, черпал вдохновение в собственных жизненных приключениях и наблюдениях за колониальными процессами. Текст романа характеризуется линейной повествовательной структурой, что типично для литературы данного жанра и времени.

## Содержание
Сюжет романа разворачивается после катастрофического кораблекрушения судна «Пандора». В результате пожара и последующих событий опытный моряк Бен Брас и юноша Вильям оказываются на самодельном плоту в центре Атлантического океана. Выживание героев осложняется не только борьбой с природными стихиями, но и моральными дилеммами: неподалёку дрейфует другой плот, на котором оставшиеся члены экипажа, вынужденные прибегнуть к каннибализму, демонстрируют крайнюю деградацию человеческих нравов в условиях острого дефицита ресурсов. Роман исследует проблему личного выбора и трансформации человеческой личности под воздействием экстремальных обстоятельств.

## Издания и переводы
Первоначально написанный на английском языке под названием The Ocean Waifs: A Story of Adventure on Land and Sea, роман неоднократно переводился на русский язык. Наиболее известны переводы, выполненные Н. Аверьяновой и Р. Миллер-Будницкой (1957 г.), а также современный перевод Н. Филимоновой (2016 г.). Различные издания романа подтверждают его устойчивую популярность среди читательской аудитории и значимость в рамках мирового приключенческого жанра.

## Литературный анализ и значение
Научный анализ произведения позволяет выделить несколько ключевых аспектов:
- Моральный выбор и человеческая природа. Роман демонстрирует, как экстремальные условия могут приводить к радикальным изменениям в поведении личности, ставя под сомнение традиционные моральные устои.
- Социально-исторический контекст. Текст отражает реалии эпохи колониальных путешествий, когда вопросы выживания и взаимодействия различных культур становились объектом пристального внимания.
- Элементы робинзонады. Повествование включает мотивы изоляции и самообеспечения, характерные для робинзонад, что подчеркивает тему борьбы человека с природой и самим собой.

Таким образом, «Затерянные в океане» представляют собой не только захватывающее приключенческое повествование, но и произведение, способствующее осмыслению фундаментальных вопросов этики и цивилизационного развития.

## Критика и влияние
Роман Томаса Майн Рида изучается как в рамках курсов по мировой литературе, так и в контексте исследований приключенческого жанра. Его сюжетные ходы, реалистичное описание экстремальных ситуаций и вопросы нравственного выбора находят отклик у специалистов, анализирующих влияние литературных произведений на формирование общественных представлений о морали и человеческой природе. «Затерянные в океане» считаются важным звеном в развитии приключенческого романа и продолжают оказывать влияние на последующие поколения авторов, обращающихся к темам выживания и межкультурного взаимодействия.